# Hørnum Odde
Hørnum Odde (dansk), Hörnum Odde (tysk) eller Hörnem Or (nordfrisisk) danner den sydlige spids af den nordfrisiske ø Sild i Sydslesvig. Den to kilometer lange odde ved byen Hørnum består overvejende af hede og klit. På grund af sin eksponerede beliggenhed er den flade odde stærk truet af tidevandsstrømninger og stormfloder. Landtabet skal modvirkes ved hjælp af tetrapoder og kystfodring.
Stormen Bodil førte f. eks. i december 2013 til jordtab på omkring 20 meter. En stormflod i november 2015 førte til nedbrydninger på op til 60 meter på en i alt 850 lang kyststrækning. Odden bliver dermed smallere og kortere. Dertil kommer, at landtungen bevæger sig med omkring 40 meter om året mod øst. Eksperter frygter, at kampen for at bevare Hørnum Odde er ved at være tabt
Odden har været under naturbeskyttelse siden 1972. Fra oddens strand kan ses naboøen Før og Amrums nordspids Amrum Odde. Øst for odden ligger prilen Hørnum Dyb, sydvest herfra ligger Hørnum Gat og sankbanken Teknob.